# Stemma del Niger
Lo stemma del Niger è stato adottato il 1º dicembre 1963.

## Descrizione
Lo stemma consiste di quattro bandiere del Niger disposte a drappeggio, due dal lato sinistro e due dal lato destro, con i rispettivi colori nazionali, che sono l'arancio, il bianco e il verde. Al centro è posto il sigillo, che ha forma di scudo e sfondo bianco e su esso sono raffigurati i simboli in oro. Il simbolo centrale sullo scudo è un sole, in alto a sinistra vi è una lancia con due spade dei Tuareg incrociate, in alto a destra tre spighe di miglio perlato e sulla parte inferiore la testa di uno zebù.
Sotto lo scudo, vi è un nastro bianco con la dicitura "République du Niger".